# Výrovice
Výrovice (německy Wairowitz) jsou obec v okrese Znojmo v Jihomoravském kraji. Žije zde 176 obyvatel.

## Historie
První písemná zmínka o obci pochází z roku 1299.

## Obyvatelstvo
| Rok            | 1869 | 1880 | 1890 | 1900 | 1910 | 1921 | 1930 | 1950 | 1961 | 1970 | 1980 | 1991 | 2001 | 2011 | 2021 |
| -------------- | ---- | ---- | ---- | ---- | ---- | ---- | ---- | ---- | ---- | ---- | ---- | ---- | ---- | ---- | ---- |
| Počet obyvatel | 326  | 375  | 417  | 388  | 376  | 387  | 366  | 280  | 281  | 228  | 188  | 160  | 166  | 167  | 166  |
| Počet domů     | 68   | 71   | 79   | 77   | 81   | 83   | 90   | 85   | 74   | 64   | 56   | 76   | 81   | 84   | 82   |

## Obecní správa

### Obecní symboly
Znak a vlajka byly obci uděleny rozhodnutím předsedy Poslanecké sněmovny Parlamentu České republiky dne 29. května 2007.

## Pamětihodnosti
- Kaplička na návsi
- Zvonice na návsi